# Перин Айбара
Перин е един от главните герои в „Колелото на времето“ от Робърт Джордан.
Той тръгва заедно с Ранд ал-Тор в нощта когато Моарейн Дамодред отвежда групата от Две реки. Чирак на ковач, Перин се отличава като по-голяма физческа сила в сравнение с приятелите си Ранд и Мат, които са надарени с други способности.

## Описание
Той е с широки рамене, силна физика. Има къдрава кафява коса. Неговите очи са кафяви, но после с напредването на сюжета стават жълти и си пуска брада. Той е около 185-188 см. висок и приблизително 106-108 кг.

## Развитие на героя
В началото Перин е чирак-ковач на майстор Люхан преди да бъде принуден да напусне селото си Емондово поле с неговите най-добри приятели Ранд ал-Тор и Матрим Каутон. И тримата са тавирен и затова Моарейн Айез Седай иска да ги закара до Бялата кула, за да ги защити. Перин е внимателен, грижовен, той би предпочел спокойния живот пре приключенията за разлика от приятеля си Мат.
Някъде по средата на първата книга придобива възможност да контактува телепатично с вълците и да вижда през техните очи. Той разбира за тази си способност една вечер когато замръква с приятелите си край огъня на Илиас Мачира, друг човек притежаващ тази странна способност. Оттогава насам вълците винаги присъстват в главата на Перин и макар и неохотно той е приел, че вече част от него принадлежи завинаги на света на вълците. Вследствие очите на Перин става жълти, което му носи ред неприятноси, обонянието му се изостря и започва да вижда в тъмното. Наред с това Перин Айбара придобива способността да влиза в Тел-айеран-риод (света на сънищата).